# Bulcsú László
Bulcsú László (Čakovec, 9 de outubro de 1922 − Zagreb, 4 de janeiro de 2016), foi um linguista, tradutor e informatologista croata que falava 40 línguas. O seu pai era húngaro e a mãe era croata. Bulcsú László era conhecido como um grande lutador contra palavras estrangeiras (especialmente de origem inglesa e dos Balcãs) em croata. Recebeu a alcunha de "Šulek croata da atualidade" (S. Babić). Sua obra é influenciada pelo aparecimento de novas gerações de linguistas croatas.